# Fidel LaBarba
Fidel LaBarba est un boxeur américain né le 29 septembre 1905 à New York et mort le 2 octobre 1981 à Los Angeles.

## Carrière
Il remporte dans la catégorie poids mouches le titre olympique aux Jeux olympiques d'été de 1924 organisés à Paris puis le titre de champion du monde professionnel le 22 août 1925 devant 25 000 spectateurs aux dépens du champion des États-Unis Frankie Genaro. LaBarba laisse son titre vacant après sa victoire contre Johnny Vacca le 23 août 1927.

## Parcours auxJeux olympiques
Jeux olympiques d'été de 1924 à Paris (poids mouches) :
- Bat Ernest Warwick (Angleterre) aux points
- Bat Gaetano Lanzi (Italie) par arrêt de l'arbitre au 2e round
- Bat Stephen Rennie (Canada) aux points
- Bat Rinaldo Castellenghi (Italie) aux points
- Bat James McKenzie (Angleterre) aux points

## Distinction
- Fidel LaBarba est membre de l'International Boxing Hall of Fame depuis 1996[2].